# (5333) Kanaya
(5333) Kanaya es un asteroide perteneciente al cinturón de asteroides, descubierto el 18 de octubre de 1990 por Makio Akiyama y el también astrónomo Toshimasa Furuta desde el Observatorio Astronómico Susono, Mishima, Shizuoka, Japón.

## Designación y nombre
Designado provisionalmente como 1990 UH. Fue nombrado Kanaya en homenaje al lugar de nacimiento de Makio Akiyama, una antigua estación en la carretera nacional "Tokai-do", a unos 200 km al oeste de Tokio. Las mesetas de Malinohara al sur de esta ciudad en la orilla oeste del río Oi son famosas por ser uno de los campos de cultivo de té más grandes de Japón.

## Características orbitales
Kanaya está situado a una distancia media del Sol de 2,345 ua, pudiendo alejarse hasta 2,739 ua y acercarse hasta 1,951 ua. Su excentricidad es 0,168 y la inclinación orbital 10,97 grados. Emplea 1312,15 días en completar una órbita alrededor del Sol.

## Características físicas
La magnitud absoluta de Kanaya es 13,1. Tiene 13,918 km de diámetro y su albedo se estima en 0,029. Está asignado al tipo espectral Ch según la clasificación SMASSII.